# Bernhard Bästlein
Bernhard Karl Bästlein (Amburgo, 3 dicembre 1894 – Berlino, 18 settembre 1944) è stato un politico tedesco, comunista e combattente della resistenza contro il regime nazista. Fu imprigionato poco dopo il 1933 e rimase in carcere quasi ininterrottamente fino al 1944. Fu uno dei leader più importanti della resistenza tedesca.

## Biografia

### Gli anni della giovinezza

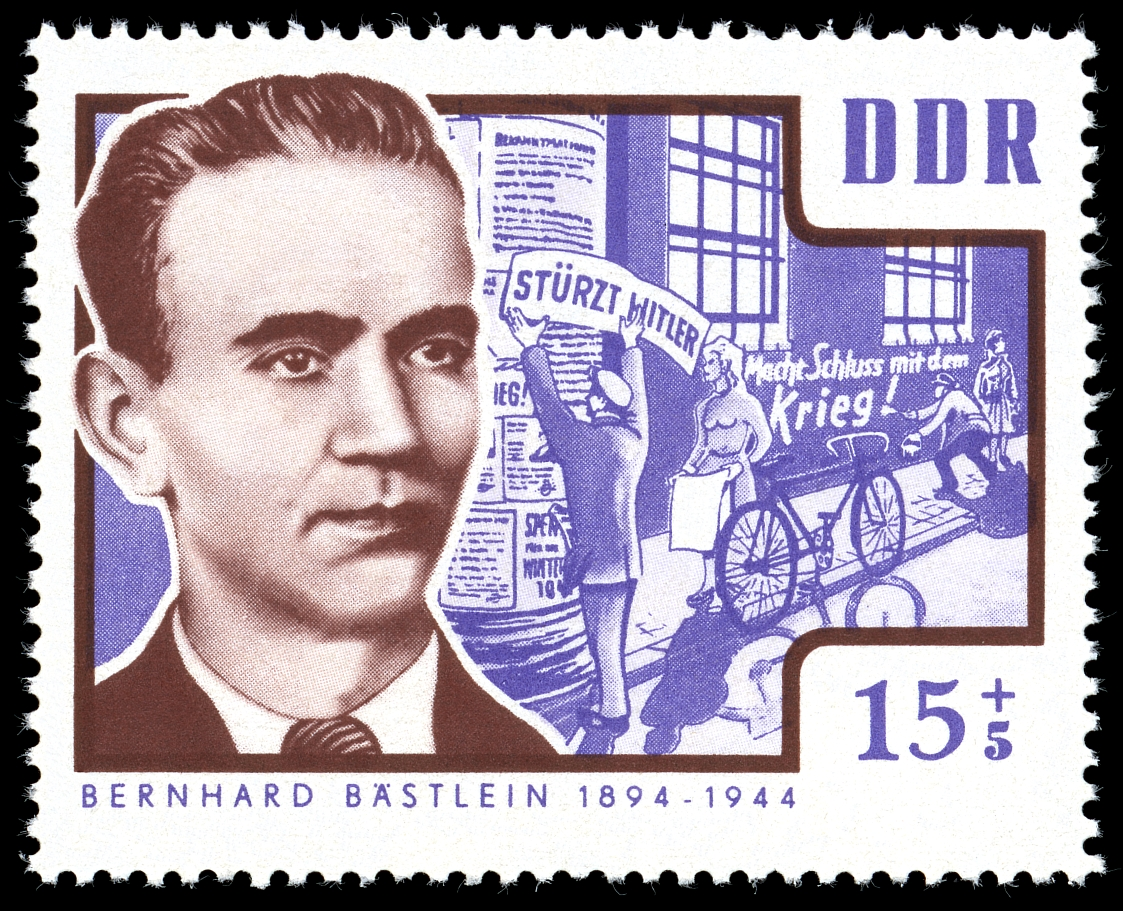
Bernhard Bästlein, francobollo della DDR del 1964.

Nacque da Bernhard Bästlein e Cornelia Kock, quarto di cinque figli. Il padre proveniva da una famiglia di giocattolai e armaioli, lavorava come armaiolo e costruttore di casseforti. Fu un membro del Partito Socialdemocratico di Germania (SPD) oltre che sindacalista.
Dopo il liceo seguì un corso di formazione come meccanico di precisione e contemporaneamente frequentò dei corsi serali presso una scuola di formazione per lavoratori e la Volkshochschule. Terminata la sua formazione come meccanico nel 1911, Bästlein si iscrisse alla Gioventù Operaia Socialista (in tedesco Sozialistischen Arbeiterjugend), dove conobbe la sua futura moglie, la sarta Johanna Elisabeth Hermine Berta Zenk, figlia di Wilhelmine Schröder e Albert Zenk, di famiglia operaia e socialdemocratica.
Nel 1912 si iscrisse al sindacato dei metalmeccanici e anche alla SPD; dal 1913 al 1915 lavorò in diverse fabbriche di armamenti; si arruolò per la guerra e nel 1916 si trovò a combattere in Francia sul fronte occidentale. Nel 1917, iniziò a scrivere degli articoli sugli sviluppi politici rivoluzionari che stavano avvenendo in Russia con lo pseudonimo di "Berne Bums" e assunse una posizione pacifista.
Tornato alla vita civile, nel novembre 1918 fu eletto in un consiglio di soldati e iniziò a scrivere come "corrispondente operaio" per la stampa popolare di Amburgo. In quel periodo cambiò partito in favore del Partito Socialdemocratico Indipendente di Germania (in tedesco Unabhängige Sozialdemokratische Partei Deutschlands, USPD), per la posizione assunta dalla SPD in merito ai debiti di guerra della prima guerra mondiale.

### Passaggio al Partito Comunista
Quando l'ala sinistra dell'USPD si fuse con il Partito Comunista di Germania (KPD), Bästlein e sua moglie si unirono al KPD. Nel marzo 1921, fu eletto nella Hamburgische Bürgerschaft, l'assemblea legislativa di Amburgo. In quel periodo, le decisioni sollecitate dall'Internazionale Comunista fecero sì che il KPD fomentasse i disordini in Sassonia e nella regione della Ruhr. Il 21 marzo 1921 fu indetto uno sciopero generale ad Amburgo in cui Bästlein partecipò manifestando contro la Blohm + Voss: ci furono degli scontri con la polizia e dopo la manifestazione Bästlein si ritrovò ricercato dalla polizia con l'accusa di "cospirazione per alto tradimento".
Bästlein fuggì a San Pietroburgo (all'epoca Pietrogrado) e lavorò come redattore, docente e insegnante presso la scuola del KPD a Mosca, dove lo raggiunse successivamente la moglie. Entrambi parteciparono al IV Congresso mondiale dell'Internazionale comunista nel dicembre 1922, nel gennaio 1923 l'amnistia permise il loro ritorno in Germania. Il loro primo figlio nacque nel 1924, ma morì poco dopo la nascita.
Dal 1923 al 1930, lavorò come redattore presso diversi giornali del KPD a Dortmund, Hagen, Wuppertal, Remscheid e Solingen. Fu costretto a comparire più volte in tribunale con l'accusa di "offese alla stampa" e una volta per alto tradimento, ma avendo imparato nel frattempo a conoscere la legge sui reati politici, scelse di difendersi, cosa che fece con successo. Nel 1929 fu caporedattore del Bergische Arbeiterstimme di Solingen e divenne vice-capogruppo del KPD a Düsseldorf; nel 1930 divenne capo del distretto di Colonia. Nel febbraio 1931, divenne segretario politico del distretto del Medio Reno del KPD e per la prima volta ricevette uno stipendio sufficiente per vivere. Nel 1932 nacque il suo secondo figlio, un maschio, e divenne anche membro del Parlamento dello Stato federale prussiano.

### Dopo il 1933
Fu eletto nel Reichstag il 5 marzo 1933, questa fu l'elezione che vide i nazisti raggiungere un maggiore potere nel governo e non fu mai in grado di adempiere ai suoi doveri. Dopo che Hitler consolidò il potere, i nazisti iniziarono a rintracciare i loro oppositori. Bästlein fu arrestato a maggio e accusato di "cospirazione per alto tradimento". Al Volksgerichtshof fu condannato a 20 mesi di lavori forzati in uno Zuchthaus e fu portato nella prigione di Siegburg. Una volta rilasciato, il 12 febbraio 1935, tornò dalla sua famiglia ad Amburgo.
L'8 marzo 1935 fu posto in detenzione preventiva, incriminato come mandante di un omicidio a Bonn. Nonostante il caso fosse chiuso, Bästlein fu inviato nel campo di concentramento di Esterwegen e, nel 1936 trasferito a Sachsenhausen, dove conobbe Robert Abshagen, Franz Jacob, Julius Leber, Harry Naujoks, Wilhelm Guddorf e Martin Weise, tutti oppositori politici. A Sachsenhausen, Bästlein contribuì nella stesura della "Canzone di Sachsenhausen", su richiesta delle guardie SS. La canzone fu usata per tormentare e deridere i prigionieri facendoli cantare durante i lavori forzati, di contro, i prigionieri utilizzarono il canto come un'opportunità per risollevare il loro spirito e anche incoraggiare l'unità dei prigionieri rafforzando lo spirito antifascista. Nell'aprile 1939, fu spostato nella prigione Klingelpütz di Colonia, dove rimase in custodia fino al 6 aprile 1940. Tornato dalla sua famiglia ad Amburgo, lavorò prima come autista, poi come operaio in un lavaggio per auto e infine ad Altona nella produzione di penne a sfera.

#### L'attività ad Amburgo e l'arresto
Bästlein iniziò a riunirsi con gli amici di Sachsenhausen, come Abshagen, Jacob e Oskar Reincke, che volevano tornare a lavorare attivamente nella resistenza tedesca. Nel 1941 costituirono l'Organizzazione Bästlein-Jacob-Abshagen, con l'obiettivo di educare i lavoratori e organizzare degli atti di sabotaggio: furono attivi nei cantieri navali di Amburgo, sviluppando oltre 30 cellule e sostenendo i prigionieri di guerra e i lavoratori forzati. Nel tempo costruirono una rete di contatti nel nord della Germania, a Flensburg, Kiel, Lubecca, Rostock e Brema e persino con gruppi al di fuori della Germania. Questi contatti furono supervisionati da un singolo leader per ridurre le possibilità che l'intera rete fosse esposta alle contromisure delle autorità naziste.
A metà del 1942, ci fu un'importante campagna di volantinaggio indirizzata verso i lavoratori edili, principalmente di Amburgo, costretti a lavorare con l'Organizzazione Todt in Norvegia e in Unione Sovietica. I volantini collegarono le richieste socio-politiche di salari e indennità di licenziamento con l'invito a commettere gli atti di sabotaggio, e concludevano con lo slogan: "La sconfitta di Hitler non è la nostra sconfitta, ma la nostra vittoria!". A metà maggio 1942, quattro persone entrarono illegalmente in Germania lanciandosi con il paracadute da aerei sovietici sopra la Prussia orientale. Due di loro, Erna Eifler e Wilhelm Fellendorf, si diressero ad Amburgo dalla madre di Fellendorf. All'inizio di luglio contattarono l'Organizzazione Bastlein-Jacob-Abshagen per un rifugio sicuro. La Gestapo era già sulle loro tracce e il 15 ottobre 1942 iniziò un'ondata di arresti: due giorni dopo arrestò Bästlein al lavoro, nel tentativo di fugga fu colpito da un proiettile alla gamba. Fu portato ad Amburgo e torturato duramente, durante la detenzione tentò di suicidarsi gettandosi dalla tromba delle scale ma sopravvisse. Il 30 novembre 1942, durante l'interrogatorio, consegnò alla Gestapo una dichiarazione scritta in cui spiegò perché era stato e sarebbe rimasto un combattente della resistenza.

### Fuga, attività a Berlino e arresto

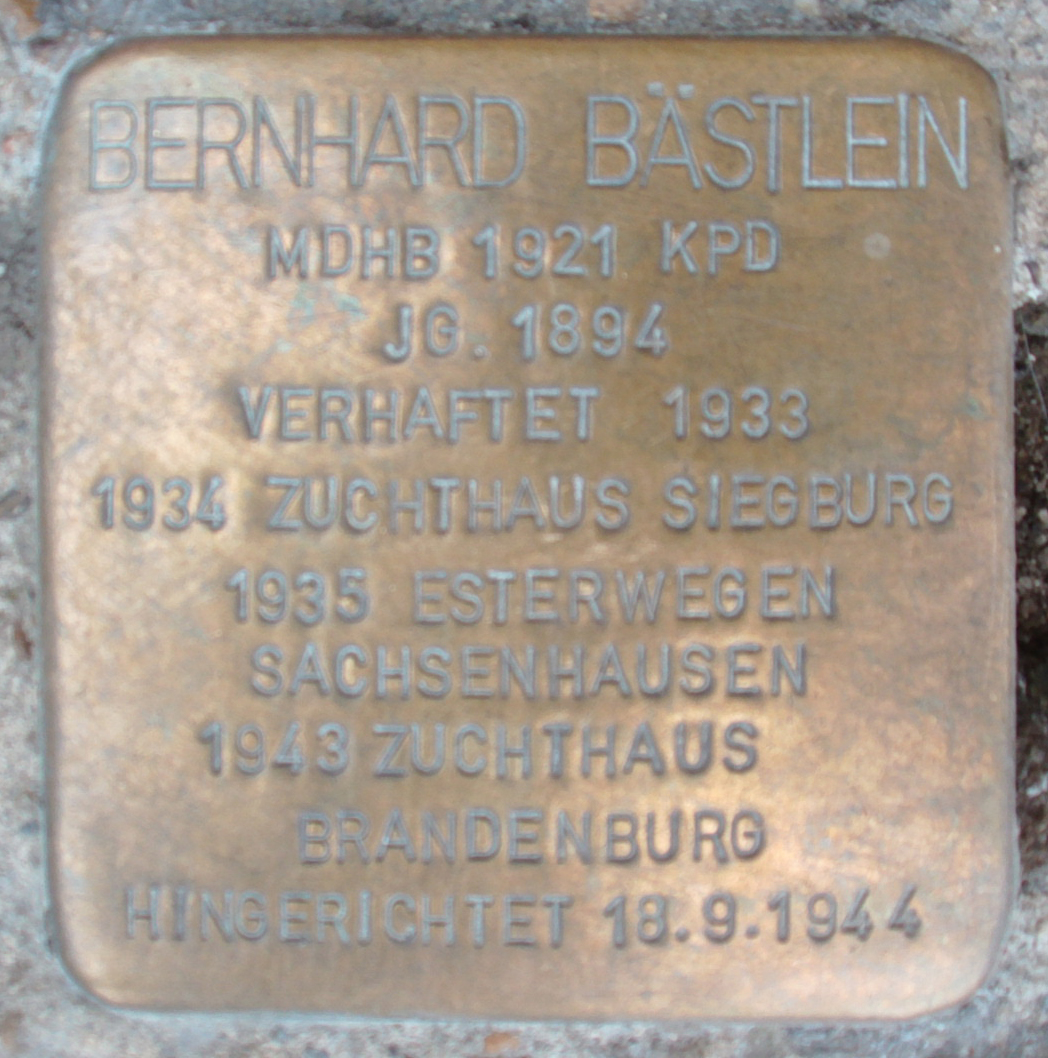
Pietra d'inciampo posizionata ad Amburgo

Nell'agosto 1943, Bästlein fu trasferito nella prigione di Plötzensee a Berlino come testimone nel processo a Martin Weise, nel gennaio 1944 la prigione fu bombardata durante un raid aereo e Bästlein riuscì a fuggire. Fu nascosto dai comunisti a Berlino e riuscì anche a inviare una lettera alla moglie, informandola della sua fuga.
Per caso, incontrò Jacob nella S-Bahn e iniziò subito a lavorare con Jacob e Saefkow per formare un gruppo di tre leader dell'Organizzazione Saefkow-Jacob-Bästlein. Contribuì a creare una rete illegale nota come Movimento per la Germania Libera (Bewegung Freies Deutschland) a Berlino ma il 30 maggio 1944 fu nuovamente arrestato. Fu portato al Reichssicherheitshauptamt di Prinz-Albrecht-Straße e torturato per giorni. A luglio fu rimandato a Sachsenhausen. Il 5 settembre 1944 fu condannato a morte per i reati di cospirazione e alto tradimento, di favoreggiamento del nemico e sovversione della forza militare. Nel documento di condanna si legge: "Lei è incorregibile e irriformabile". Bästlein fu giustiziato il 18 settembre 1944 nella prigione di Brandeburgo-Görden.

## Memoria

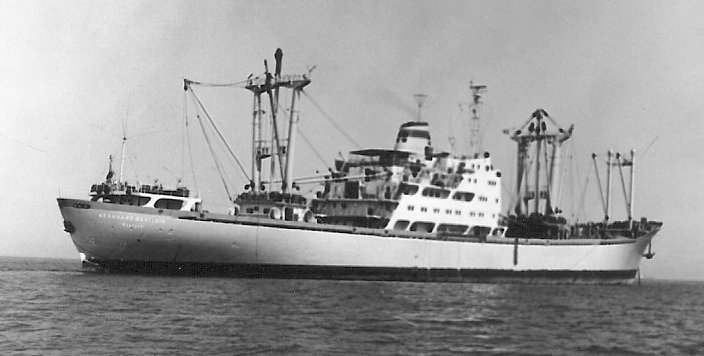
Il Bernhard Bästlein nel Golfo Persico, 1976

Nel 1964, la DDR emise dei francobolli commemorativi in onore di Bästlein, Saefkow e Jacob in occasione del 20° anniversario della loro esecuzione da parte dei nazisti. In suo nome sono state intitolate una strada a Berlino e a Rostock, e anche una scuola a Hoyerswerda.
Ad Amburgo c'è una pietra d'inciampo dedicata a Bastlein.
Nel 1965 a Rostock è stata costruita una nave da carico che portava il suo nome, la nave fu venduta nel 1986 e il nome fu più semplicemente abbreviato in "Bernhard".